# São Sebastião da Vargem Alegre
São Sebastião da Vargem Alegre est une municipalité brésilienne de l'État du Minas Gerais et la microrégion de Muriaé.